# الملك لله (مسلسل)
الملك لله، مسلسل كوميدي إجتماعي سوري، من إخراج فواز عبد لكي. بطولة نخبة من الممثلين السوريين بارزين أهمهم خالد تاجا ونادين وحسام تحسين بيك وباسم ياخور وأندريه سكاف ورامي حنا وغيرهم. بُث للأول مرة عام 2000.

## الممثلون
- خالد تاجا.
- نادين خوري.
- باسم ياخور.
- حسام تحسين بيك.
- أمية ملص.
- اندريه سكاف.
- رولا ذبيان.
- محمد خاوندي.
- نادين تحسين بيك.
- رامي حنا.
- منير دهني.
- زهير عبد الكريم.
- عزة البحرة.
- وفاء العبد الله.
- ناذرة الضعدي.
- مجد ظاظا.
- هيثم قاسم.
- نزار أبو حجر.
- رجاء قورطرش.
- رياض كبره.
- محمد خير الجراح.
- أحمد خليفة.
- محى الدين خشيفاتي.
- فواد سرايجي.
- ماجدة العايش.
- رفعت المصري.
- نور الدين داغستاني.
- طلال بدوي.
- رشا خليل.
- دلدار حسن.
- عبد الحميد عبد الله.
- أديب معنية.
- ماجد بجنكة.
- فلاح فرج.
- نائلة أومري.
- ياسر ياغي.
- طلال أبو الشامات.
- خلف الدبيسي.
- نور السفاف.
- محمد القضماني.
- هبة سمسمية.
- شهناز ديركي.
- نور الخراط.